# 范秉彛
范秉彛（越南语：／，？—1209年），是越南李朝的一位宦官和将领。
范秉彛在李高宗在位期间担任奉御官。1207年，段尚、段主造反，范秉彛、谭以蒙奉命前去征讨。段尚向另一位将军范猷行贿，并向其投降。因而范秉彛同范猷产生嫌隙。
1208年，知乂安军事范猷纠集亡命之徒劫掠百姓，阴谋叛乱。范秉彛奉命前去征讨，将其驱逐，籍没家产并焚毁家宅。然而，范猷派人至昇龍，向朝廷官员行贿，诬告范秉彛执法严苛、滥杀无辜。另一方面，自己向朝廷上表，要求入朝伸冤。李高宗听信其言，召范秉彛回京。范猷比范秉彛抢先一步到达京城，同李高宗会面，李高宗对范秉彛甚为愤怒。范秉彛得知后，仍坚持入觐，与其子范辅一起被下狱论罪。
范秉彛的部将郭卜得知后，率军攻破城门，希望将之救出，是为郭卜之乱。李高宗闻之，急忙召见范秉彛。范猷和弟弟范京自御堂出，用御枪将范秉彛父子杀死。李高宗随后携太子李旵（即后来的李惠宗）逃离皇城。